# Fobos: Klub strachu
Fobos: Klub strachu (ros. Фобос: Клуб страха) – rosyjski thriller filmowy wyreżyserowany przez Olega Assadulina. Premiera kinowa w Rosji miała miejsce 25 marca 2010 roku. Dzień później film trafił do kin estońskich, 27 marca kazachskich, zaś 1 kwietnia – niemieckich.

## Fabuła
Grupa młodych ludzi spotyka się w postsowieckim schronie przeciwlotniczym, obecnie przekształcanym w modny klub o nazwie Fobos. Bohaterowie zostają uwięzieni w bunkrze, gdy jeden z nich niechcący zamyka pancerne drzwi i powoduje awarię prądu. Młodzi ludzie odkrywają, że bunkier prawdopodobnie zamieszkiwany jest przez nadprzyrodzone siły, które karmią się ich fobiami, zaś aby się zeń wydostać, muszą je przezwyciężyć.

## Obsada
- Timofiej Karatajew – Sasza (filofobia)
- Tatjana Kosmaczewa – Julija (pirofobia)
- Aleksiej Worobjow – Żenia (mizofobia)
- Piotr Fiodorow – Mike (aletofobia)
- Agnija Kuzniecowa – Wika (akwafobia)
- Renata Piotrowski – Ira (skolesofobia)
- Piotr Tomaszewskij – Roman (nekrofobia)